# Амиров, Али Джабарович
Али Джабарович Амиров (азерб. Əli Cabbar oğlu Əmirov; 25 марта 1915, Нахичевань, Кавказское наместничество — 12 февраля 1979, Баку) — советский инженер-нефтяник, лауреат Государственной премии СССР.

## Биография
Родился в Нахичевани в семье служащего. С 17-летнего возраста работал электромонтером в БаГЭС. Окончил Бакинский вечерний техникум нефтяного машиностроения (1934) и нефтепромысловый факультет Азербайджанского индустриального института им. М. Азизбекова (1939, без отрыва от производства).
Работал в должностях: мастер по добыче нефти, начальник участка, инженер, главный инженер на нефтяных промыслах Туркменнефти, Азнефти и Пермнефти (с 1941 года - начальник техотдела, в 1942—1950 — главный инженер первого нефтепромысла треста «Краснокамскнефть»).
Управляющий трестом «Орджоникидзенефть».
Начальник управления министра нефтяной промышленности Азербайджанской ССР.
Заместитель министра нефтяной промышленности Азербайджанской ССР (1955— 1959). 
Генеральный директор объединения «Азнефть» (1959—1962).
С 1971 года — главный инженер, генеральный директор ПО «Азнефть». 
С марта 1977 года — профессор кафедры разработки и эксплуатации нефтяных и газовых месторождений Азнефтехима им. М. Азизбекова.
С 1972 года — главный редактор журнала «Азербайджанское нефтяное хозяйство».
Получил звание кандидата наук (Тема диссертации — «Некоторые вопросы эксплуатации очень глубоких скважин») (1959). В 1972 году защитил докторскую диссертацию на тему: «Некоторые проблемы техники и технологии освоения и эксплуатации глубоких и сверхглубоких скважин». Доктор технических наук.
Член ВКП(б) с 1945 года. 
С февраля 1962 по март 1971 года — секретарь ЦК Коммунистической партии Азербайджанской ССР. Избирался делегатом XXII съезда КПСС, съездов КП Азербайджанской ССР. 
Являлся депутатом Верховного Совета Азербайджанской ССР 5 — 7, 9 созывов (1959—1975).

## Научные труды
Автор и соавтор книг:
- Капитальный ремонт нефтяных и газовых скважин / А. Д. Амиров, С. Т. Овнатанов и И. Б. Саркисов. — Баку: Азнефтеиздат, 1953. — 312 с.; 1 л. табл.: ил., табл.; 22 см.
- Капитальный ремонт нефтяных и газовых скважин: Учебник / А. Д. Амиров, С. Т. Овнатанов, А. С. Яшин. — М.: Недра, 1975. — 350 с.: ил.
- Морские нефтяники — лауреаты Ленинской премии / А. Д. Амиров, канд. техн. наук; О-во по распространению полит. и науч. знаний АзССР. — Баку: [б. и.], 1962. — 92 с.: ил.; 20 см.

## Награды
- Государственная премия СССР (1969, за создание и широкое внедрение систем и комплекса средств для автоматизации нефтяных промыслов Азербайджана)
- Премия имени И. М. Губкина
- Орден Трудового Красного Знамени
- Орден «Знак Почёта», дважды
- Медали
- Нагрудной знак «Почётный нефтяник»

## Память
В честь Амирова названо геологоразведочное судно «Али Амиров».